# Dispuesto a amarte
Dispuesto a amarte es el quinto álbum de estudio del cantante argentino Luciano Pereyra. Fue publicado en abril de 2006 bajo el sello discográfico de EMI, y su primer sencillo fue «Porque aún te amo». El álbum fue producido por él mismo. Incluye un dueto con la cantante argentina Soledad Pastorutti.

## Canciones
| Dispuesto a amarte |                                    |                                                 |          |  |
| N.º                | Título                             | Escritor(es)                                    | Duración |  |
| 1.                 | «Porque aún te amo»                | Rudy Pérez                                      | 3:29     |  |
| 2.                 | «Puede suceder»                    | Luciano Pereyra                                 | 3:59     |  |
| 3.                 | «La ciudad de madrugada»           | Roberto Livi · Rudy Pérez                       | 5:01     |  |
| 4.                 | «Duele»                            | Adrián Posse · Cynthia Posse · Darío Moscatelli | 3:34     |  |
| 5.                 | «Sin ti, sin mí»                   | Luciano Pereyra                                 | 4:45     |  |
| 6.                 | «No puedo»                         | Luciano Pereyra                                 | 4:16     |  |
| 7.                 | «Más fuerte que yo»                | Rudy Pérez                                      | 3:42     |  |
| 8.                 | «Celos»                            | Mariano Gurvich · Nico Garibotti                | 3:59     |  |
| 9.                 | «Dime»                             | Luciano Pereyra                                 | 4:17     |  |
| 10.                | «Melancolía»                       | Adrián Posse · Manny López · Rudy Pérez         | 4:33     |  |
| 11.                | «Por volverte a ver» (con Soledad) | Amado Jaén · Ray Girado                         | 4:04     |  |
| 12.                | «No me lo niegues más»             | Luciano Pereyra · Rudy Pérez                    | 2:58     |  |
| 13.                | «Dispuesto a amarte»               | Luciano Pereyra                                 | 3:51     |  |
| 14.                | «Aroma de café»                    | J. Hidalgo                                      | 3:20     |  |